# Marie-Élise Gbèdo
Marie-Élise Gbèdo, née le 29 décembre 1954 à Mankono, en Côte d'Ivoire, est une avocate et femme politique béninoise.
Ministre du Commerce du président Mathieu Kérékou entre 1998 et 1999, Marie-Élise Gbèdo milite pour les droits des femmes. En 2001, elle est la première béninoise à se présenter à une élection présidentielle. Elle se représente en 2006 et 2011. Sous la présidence de Thomas Boni Yayi, elle est nommée garde des Sceaux.

## Biographie

### Carrière de juriste
Marie-Élise Gbèdo est scolarisée au Bénin, puis se rend en France afin de poursuivre ses études à l'université Panthéon-Sorbonne. Titulaire d'une licence, puis d'une maîtrise en droit, elle obtient en 1983 un diplôme d'études approfondies (DEA) en droit des affaires. Le certificat d'aptitude à la profession d'avocat (CAPA) lui est délivré l'année suivante. Elle intègre le barreau de Paris en 1985 et travaille pour des cabinets juridiques,. En 1987, à son retour au Bénin, Gbèdo devient la 5e femme à s'inscrire au barreau. L'avocate ouvre son cabinet deux ans plus tard,. Elle milite pour les Droits des femmes et préside l'Association des femmes juristes du Bénin (AFJB).

### Carrière politique

#### Sous la présidence de Mathieu Kérékou
Marie-Élise Gbèdo est victime d'une tentative d'assassinat le 05 mars 1998 devant son domicile avant sa première entrée au gouvernement. Entre mai 1998 et juin 1999, Gbèdo tient brièvement le poste de Ministre du Commerce, de l'Artisanat et du Tourisme dans le gouvernement du président Mathieu Kérékou,. Elle devient la première femme du pays à prendre part à une élection présidentielle. Lors du scrutin de 2001, elle se présente en tant que candidate indépendante et adopte le slogan « Hwenusu » (« L'heure a sonné » en langue fon),. Selon elle, il est temps que les femmes s'engagent en politique et exercent le pouvoir. Son programme met également l'accent sur la lutte contre la corruption. Elle ne recueille que 0,36 % des voix,. Lorsqu'elle se représente en 2006, sa campagne est suivie par le cinéaste Sanvi Panou, qui en tire un film documentaire intitulé L'Amazone candidate. Une autre femme, Célestine Zanou, figure parmi les 26 candidats. Gbèdo reprend les thèmes de la campagne précédente,. Au premier tour, l'avocate rassemble seulement 0,32 % des suffrages. Son autobiographie, intitulée Le Destin du roseau, est publiée en novembre 2005.

#### Sous la présidence de Boni Yayi
Marie-Élise Gbèdo est candidate à l'élection présidentielle de 2011. De nouveau défaite au premier tour, elle se rallie à Boni Yayi. Sous la présidence de ce dernier, l'avocate est nommée garde des Sceaux, ministre de la Justice, de la Législation et des Droits de l'Homme, et, depuis 2012, porte-parole du gouvernement.
Elle occupe également le portefeuille du ministre du Commerce sous le présidence de Boni Yayi de février à août 2003.

## Distinctions
- Commandeur de l'ordre national du Bénin (2000)
- Chevalier de la Légion d'honneur (France)[1],[8].
- Prix du Leadership féminin du Programme de leadership des visiteurs internationaux (IVLP)[9]